# Jens Zimmermann (Politiker)

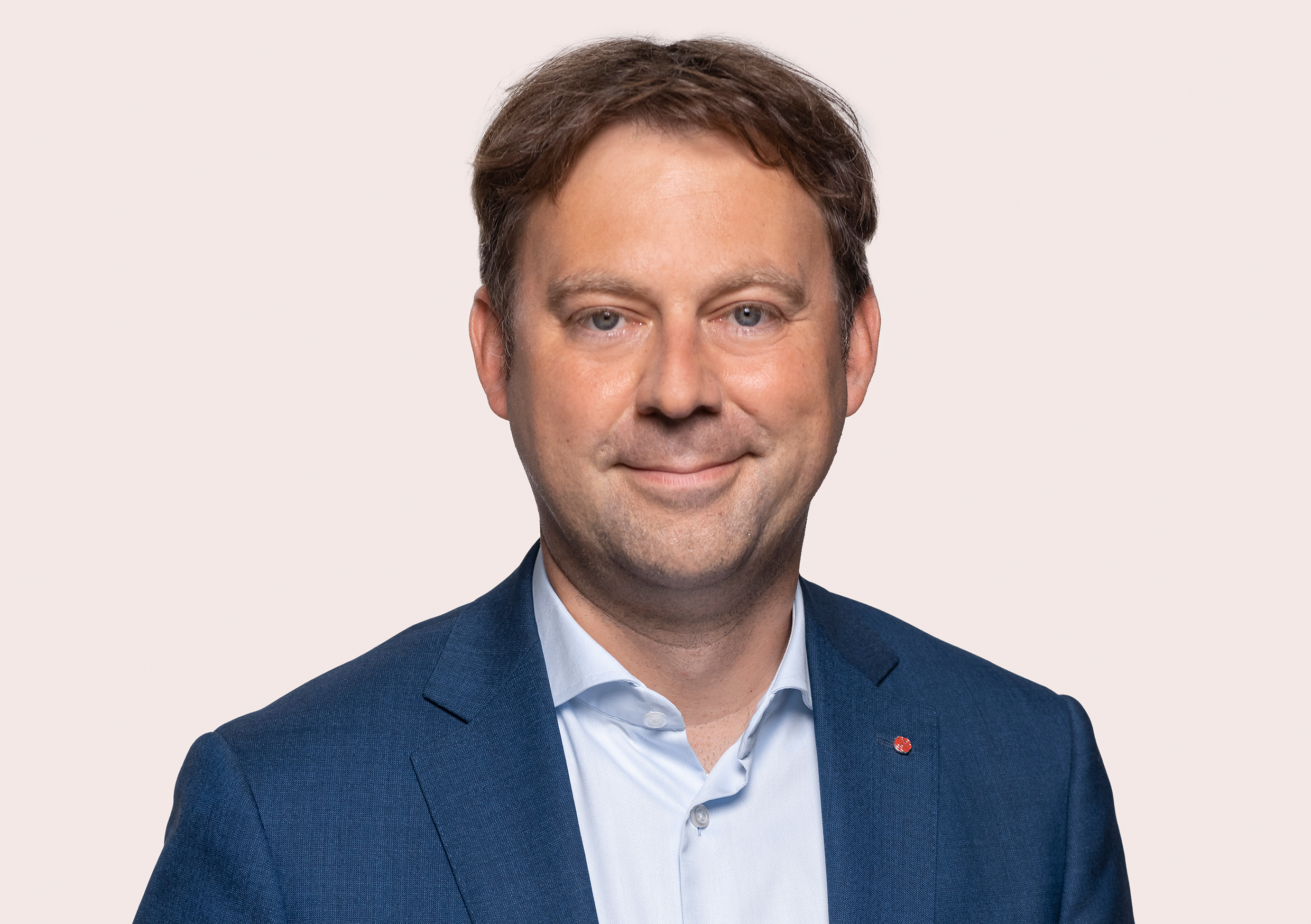
Jens Zimmermann (2021)

Jens Zimmermann (* 9. September 1981 in Groß-Umstadt) ist ein deutscher Politiker (SPD). Er war von 2013 bis 2025 Mitglied des Deutschen Bundestages.

## Werdegang
Zimmermann besuchte das Max-Planck-Gymnasium in Groß-Umstadt und war dort Schulsprecher. Nach dem Abitur im Juni 2001 leistete er Zivildienst bis 2002 und studierte danach Betriebswirtschaftslehre an der Katholischen Universität Eichstätt-Ingolstadt. Im April 2007 schloss er das Studium als Diplom-Kaufmann ab und war wissenschaftlicher Mitarbeiter am Lehrstuhl für Dienstleistungsmanagement von Bernd Stauss bis 2011. Parallel zu seiner Tätigkeit arbeitete er an seiner Dissertation und schloss im Februar 2013 seine Promotion in Wirtschafts- und Sozialwissenschaften über „Status und Kundenbindung“ ab. Bis zum Einzug in den Bundestag im September 2013 arbeitete er als freiberuflicher Berater und Dozent.

## Politik
Im Jahr 2002 wurde er stellvertretender Unterbezirksvorsitzender der Jusos und trat der SPD bei. Während des Studiums in Ingolstadt wurde er als Mitglied der Juso-Hochschulgruppe in den erweiterten Senat der Katholischen Universität Eichstätt-Ingolstadt gewählt.
Im Jahr 2006 wurde er in die Stadtverordnetenversammlung in Groß-Umstadt gewählt und in den Jahren 2011, 2016 und 2021 wiedergewählt. 2006 wurde er zum jüngsten Ausschussvorsitzenden der Groß-Umstädter Parlamentsgeschichte gewählt und ist seitdem in verschiedenen Ausschüssen tätig. Von 2011 bis 2016 übernahm er zudem den Fraktionsvorsitz. Bei der hessischen Kommunalwahl am 14. März 2021 wurde er erstmals in den Kreistag des Landkreises Darmstadt-Dieburg gewählt. Innerhalb der SPD hat er des Weiteren mehrere lokale und regionale Verantwortungsbereiche inne.
Ab 2013 war Zimmermann Mitglied des Deutschen Bundestages. Er war durch ein Ausgleichsmandat über die hessische Landesliste eingezogen, nachdem er sich im Bundestagswahlkreis Odenwald nicht gegen die CDU-Kandidatin Patricia Lips durchsetzen konnte. Er rückte als letzter gewählter Abgeordneter in den Bundestag ein, nachdem sich bei der Feststellung des endgültigen amtlichen Endergebnisses ein zusätzlicher Sitz für die SPD ergab. In der 18. Wahlperiode war Zimmermann Mitglied im Finanzausschuss des Deutschen Bundestages, Mitglied im Ausschuss für die Digitale Agenda sowie stellvertretendes Mitglied im NSA-Untersuchungsausschuss. Außerdem vertrat Zimmermann den Bundestag im Verwaltungsrat der BaFin. Er war Mitglied im Vorstand der deutsch-britischen Parlamentariergruppe sowie Vorsitzender der hessischen SPD-Landesgruppe.
Bei der Bundestagswahl am 24. September 2017 zog Zimmermann erneut über die hessische Landesliste in den Deutschen Bundestag ein. Wie in der vergangenen Wahlperiode war er Mitglied im Finanzausschuss des Deutschen Bundestages, Mitglied und Obmann im Ausschuss für die Digitale Agenda sowie Vorsitzender der hessischen SPD-Landesgruppe. Zimmermann wurde zudem zum digitalpolitischen Sprecher der SPD-Bundestagsfraktion gewählt. Beim zum 1. Oktober 2020 eingesetzten neunköpfigen Bundestags-Untersuchungsausschuss zum Wirecard-Finanzskandal war er Obmann der beiden SPD-Vertreter.
Bei der Bundestagswahl 2021 errang Zimmermann erstmals im Wahlkreis Odenwald das Direktmandat. In der 20. Wahlperiode übte Zimmermann erneut die Funktion des Obmanns im Ausschuss Digitales aus und war Mitglied im Finanzausschuss. Außerdem wurde er in den Vorstand der SPD-Bundestagsfraktion gewählt und war erstmals Vorsitzender der deutsch-britischen Parlamentariergruppe sowie erneut Mitglied im Verwaltungsrat der BaFin.
Bei der Bundestagswahl 2025 verlor er das Direktmandat an Patricia Lips (CDU) und konnte auch nicht über die Landesliste in den Bundestag einziehen.